# Adam Levine

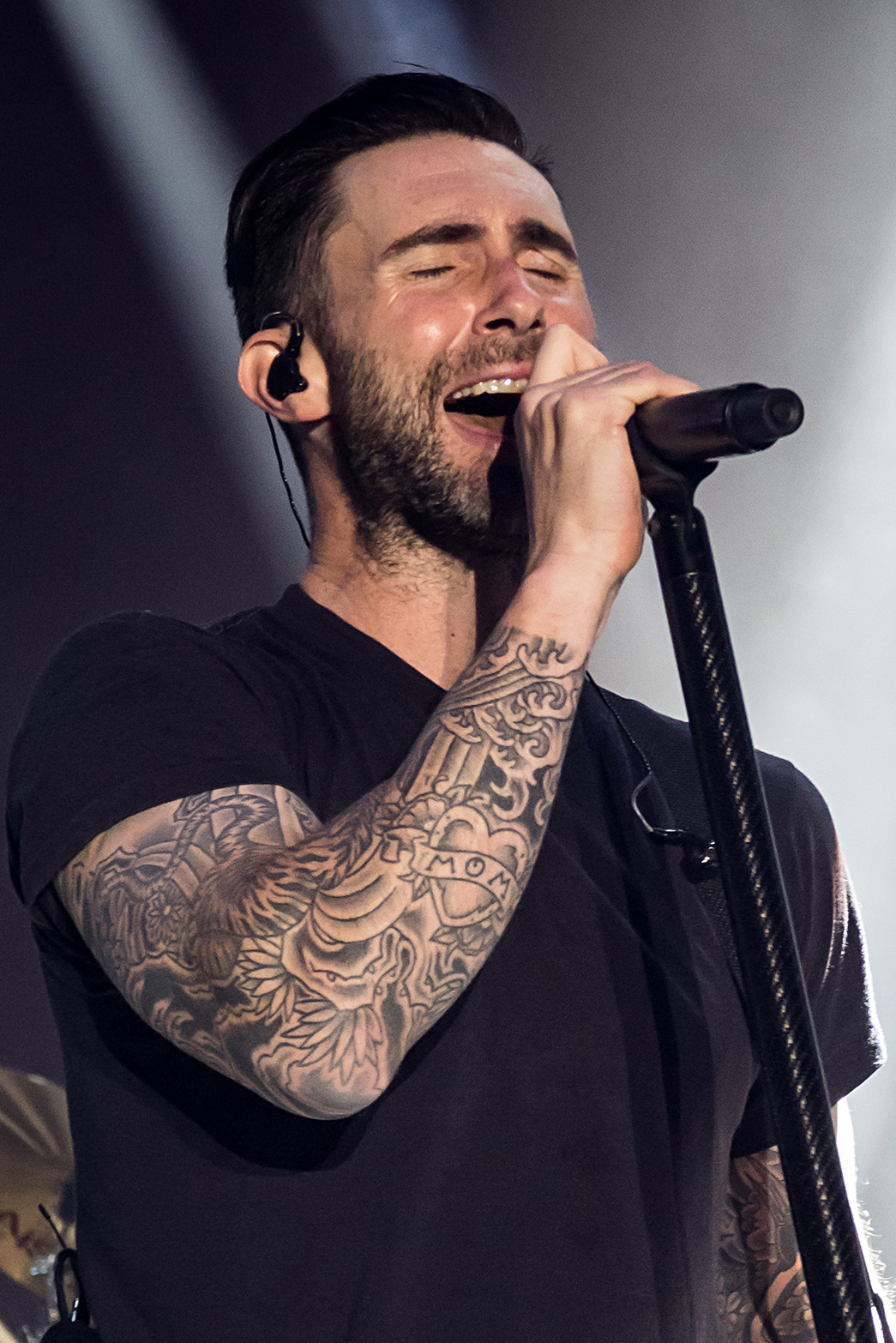
Adam Levine (2016)

Adam Noah Levine [ləˈviːn] (* 18. März 1979 in Los Angeles, Kalifornien) ist ein US-amerikanischer Sänger, Gitarrist, Model und Schauspieler. Bekannt ist er als Frontmann der Band Maroon 5, welche durch Songs wie This Love, Animals oder Moves Like Jagger weltweit berühmt wurden. Zudem war er, bis auf eine Pause, dauerhaft als Juror bei The Voice im Einsatz und prägte die Show maßgeblich. Als Solo-Künstler ging er einige sehr erfolgreiche Kooperationen mit anderen Künstlern ein, unter anderem mit Eminem und 50 Cent.

## Leben
Adam Levine wuchs in einem jüdischen Elternhaus auf und ist der Neffe des Journalisten Timothy Noah. Er hat zwei Geschwister sowie zwei Halbgeschwister. Als Kind entschied er sich gegen eine Bar Mitzwa. Während seiner Jugend wurde bei ihm ADHS diagnostiziert.
Levine war von 2010 bis 2012 mit dem russischen Model Anne Vyalitsyna liiert. Am 19. Juli 2014 heiratete er das namibische Model Behati Prinsloo in Mexiko. Sie haben zwei gemeinsame Töchter.
Levine spielt Gitarre und Schlagzeug.
Das People Magazine kürte ihn im November 2013 zum „Sexiest Man Alive“.
Am 10. Februar 2017 erhielt er einen Stern auf dem Walk of Fame in Hollywood.

## Karriere

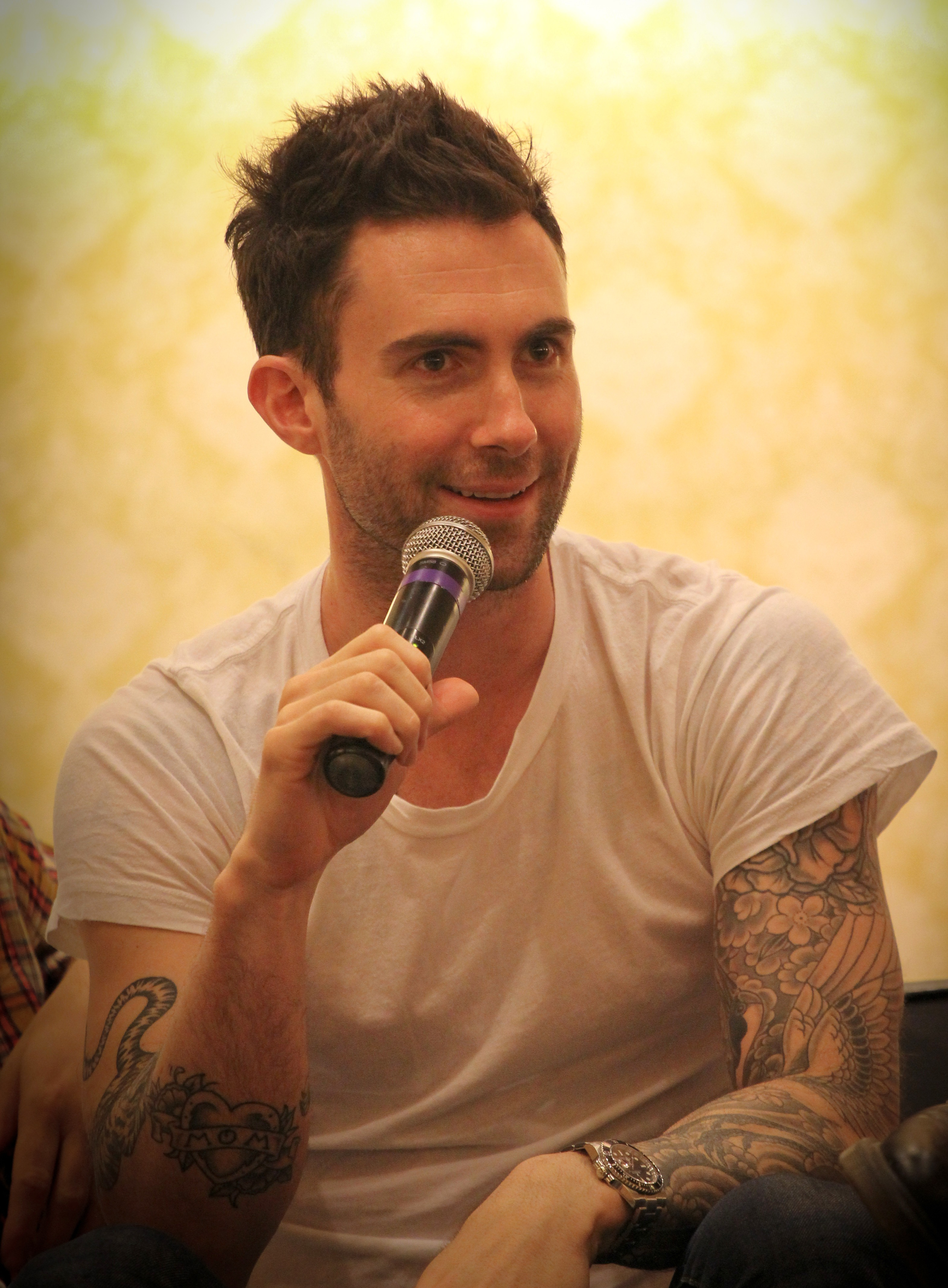
Adam Levine (2011)

### Kara’s Flowers
Levine absolvierte die Brentwood Highschool, wo er die ersten Mitglieder der Band Kara’s Flowers kennenlernte. Die Band brachte 1997 ihr erstes Album The Fourth World heraus. Im selben Jahr trat die Band in einer Episode von Beverly Hills, 90210 auf. Trotz alledem hatte das Album nie großen Erfolg, und sogar die einzige Single-Auskopplung Soap Disco versagte. Während Levine bei den Kara’s Flowers spielte, sang er mit einer tieferen, stärkeren Stimme.

### Maroon 5
Als sich Gitarrist James Valentine der Gruppe anschloss, änderte die Band ihren Namen zu Maroon 5. Levines hohe und ausdrucksvolle Stimme verhalf der Band zu großem Erfolg in den Hitparaden. Das Debütalbum Songs About Jane thematisiert Levines Beziehung zu seiner Ex-Freundin Jane. Die meisten Texte der Songs wurden von der hin- und herreißenden Beziehung der beiden inspiriert, was auch durch Levines Aussage unterstrichen wird, dass jedes Lied mindestens eine Zeile beinhaltet, welche Bezug auf Jane nimmt.

### Solokarriere
2005 arbeitete Levine mit den Ying Yang Twins zusammen. Im selben Jahr war er auf Kanye Wests Album Late Registration, auf der dritten Single-Auskopplung Heard ’Em Say zu hören. Zudem sang er zusammen mit Alicia Keys bei deren MTV-Unplugged den Rolling-Stones-Klassiker Wild Horses. 2010 ist er als Sänger auf dem Album Slash des gleichnamigen ehemaligen Guns-N’-Roses-Gitarristen bei dem Stück Gotten zu hören. Im darauffolgenden Jahr nahm er mit der Band Gym Class Heroes den Song Stereo Hearts auf, welche sich international gut in den Charts platzieren konnte, ebenso die im Jahr 2012 erschienene Single My Life. Letztere wurde mit 50 Cent sowie Eminem aufgenommen.

### Schauspielerei/TV-Auftritte
Seit 2011 sitzt er in der Jury von The Voice. Der Gewinner der ersten Staffel, Javier Colon, war zugleich im Team von Adam Levine.
Im März 2012 bekam er eine Rolle in der zweiten Staffel der Horror-Serie American Horror Story. Außerdem spielte er 2013 an der Seite von Keira Knightley und Mark Ruffalo im Kinofilm Can a Song Save Your Life?.

## Diskografie

### Singles
| Jahr | Titel Album                              | Höchstplatzierung, Gesamtwochen, AuszeichnungChartplatzierungen (Jahr, Titel, Album, Platzierungen, Wochen, Auszeichnungen, Anmerkungen) | Höchstplatzierung, Gesamtwochen, AuszeichnungChartplatzierungen (Jahr, Titel, Album, Platzierungen, Wochen, Auszeichnungen, Anmerkungen) | Höchstplatzierung, Gesamtwochen, AuszeichnungChartplatzierungen (Jahr, Titel, Album, Platzierungen, Wochen, Auszeichnungen, Anmerkungen) | Höchstplatzierung, Gesamtwochen, AuszeichnungChartplatzierungen (Jahr, Titel, Album, Platzierungen, Wochen, Auszeichnungen, Anmerkungen) | Höchstplatzierung, Gesamtwochen, AuszeichnungChartplatzierungen (Jahr, Titel, Album, Platzierungen, Wochen, Auszeichnungen, Anmerkungen) | Anmerkungen                                                                                |
| Jahr | Titel Album                              | DE | AT | CH | UK | US | Anmerkungen                                                                                |
| ---- | ---------------------------------------- | --- | --- | --- | --- | --- | ------------------------------------------------------------------------------------------ |
| 2005 | Heard ’Em Say Late Registration          | DE95 (1 Wo.)DE | — | — | UK22 Silber · (14 Wo.)UK | US26 Platin · (16 Wo.)US | Erstveröffentlichung: 8. November 2005 Kanye West feat. Adam Levine                        |
| 2010 | Bang Bang Troubadour                     | — | — | — | — | — | Erstveröffentlichung: 2. September 2010 K’naan feat. Adam Levine                           |
| 2011 | Stereo Hearts The Papercut Chronicles II | — | AT28 (7 Wo.)AT | CH28 (12 Wo.)CH | UK3 ×2Doppelplatin · (17 Wo.)UK | US4 ×5Fünffachplatin · (37 Wo.)US | Erstveröffentlichung: 8. Mai 2011 Gym Class Heroes feat. Adam Levine                       |
| 2011 | Man in the Mirror –                      | — | — | — | — | US45 (1 Wo.)US | Erstveröffentlichung: Juli 2011 mit Javier Colon                                           |
| 2012 | Yesterday –                              | — | — | — | — | US68 (1 Wo.)US | Erstveröffentlichung: Mai 2012 mit Tony Lucca                                              |
| 2012 | My Life –                                | DE52 (2 Wo.)DE | AT55 (1 Wo.)AT | CH36 (3 Wo.)CH | UK2 Silber · (9 Wo.)UK | US27 Gold · (3 Wo.)US | Erstveröffentlichung: 26. November 2012 50 Cent feat. Eminem & Adam Levine                 |
| 2013 | YOLO The Wack Album                      | — | — | — | UK77 (2 Wo.)UK | US60 (1 Wo.)US | Erstveröffentlichung: 25. Januar 2013 The Lonely Island feat. Kendrick Lamar & Adam Levine |
| 2013 | Let It Be –                              | — | — | — | — | US76 (1 Wo.)US | Erstveröffentlichung: Dezember 2013 mit Tessanne Chin                                      |
| 2014 | Somebody That I Used to Know –           | — | — | — | — | US66 (1 Wo.)US | Erstveröffentlichung: Mai 2014 mit Christina Grimmie                                       |
| 2014 | Lost Without U –                         | — | — | — | — | US63 (1 Wo.)US | Erstveröffentlichung: Dezember 2014 mit Chris Jamison                                      |
| 2014 | Lost Stars V (Deluxe)                    | — | — | — | UK93 (1 Wo.)UK | US83* Platin · (1 Wo.)US | Erstveröffentlichung: Dezember 2014 * mit Matt McAndrew                                    |
| 2015 | Locked Away What Dreams Are Made Of      | DE6 Platin · (27 Wo.)DE | AT2 Gold · (25 Wo.)AT | CH2 (31 Wo.)CH | UK2 Platin · (25 Wo.)UK | US6 Platin · (27 Wo.)US | Erstveröffentlichung: 29. Juni 2015 R. City feat. Adam Levine                              |
| 2015 | God Only Knows –                         | — | — | — | — | US90 (1 Wo.)US | Erstveröffentlichung: Dezember 2015 mit Jordan Smith                                       |
| 2021 | Lifestyle Nu King                        | DE— aDE | — | CH66 (5 Wo.)CH | UK70 (4 Wo.)UK | US71 (5 Wo.)US | Erstveröffentlichung: 21. Januar 2021 Jason Derulo feat. Adam Levine                       |

### Weitere Gastauftritte
| Jahr | Titel         | Interpret           | Album                              |
| ---- | ------------- | ------------------- | ---------------------------------- |
| 2005 | Wild Horses   | Alicia Keys         | Unplugged                          |
| 2005 | Live Again    | Ying Yang Twins     | U.nited S.tate of A.tlanta         |
| 2007 | Say It Again  | Natasha Bedingfield | N.B. / Pocketful of Sunshine       |
| 2010 | Gotten        | Slash               | Slash                              |
| 2011 | Stand Up      | Javier Colon        | Come Through for You               |
| 2013 | Heavy         | PJ Morton           | New Orleans                        |
| 2016 | I’m So Humble | The Lonely Island   | Popstar: Never Stop Never Stopping |
| 2017 | Mic Jack      | Big Boi             | Boomiverse                         |

## Auszeichnungen für Musikverkäufe
| Goldene Schallplatte - Australien - 2013: für die Single My Life - Brasilien - 2023: für die Single My Life - 2024: für die Single Bang Bang - Mexiko - 2015: für die Single Stereo Hearts - Neuseeland - 2014: für die Single My Life - Niederlande - 2021: für die Single Lifestyle - Südafrika - 2016: für die Single Locked Away Platin-Schallplatte - Belgien - 2016: für die Single Locked Away - Dänemark - 2012: für das Streaming Stereo Hearts - Italien - 2021: für die Single Stereo Hearts - Kanada - 2023: für die Single Lifestyle - Spanien - 2015: für die Single Locked Away | 2× Platin-Schallplatte - Brasilien - 2023: für die Single Lost Stars - Dänemark - 2022: für die Single Locked Away - Kanada - 2015: für die Single Locked Away - Neuseeland - 2016: für die Single Locked Away - Schweden - 2012: für die Single Stereo Hearts 3× Platin-Schallplatte - Australien - 2012: für die Single Stereo Hearts - 2016: für die Single Locked Away - Kanada - 2015: für die Single Stereo Hearts - Mexiko - 2019: für die Single Locked Away - Schweden - 2016: für die Single Locked Away 4× Platin-Schallplatte - Italien - 2019: für die Single Locked Away - Neuseeland - 2024: für die Single Stereo Hearts - Polen - 2017: für die Single Locked Away |

Anmerkung: Auszeichnungen in Ländern aus den Charttabellen bzw. Chartboxen sind in ebendiesen zu finden.
| Land/RegionAuszeichnungen für Musikverkäufe (Land/Region, Auszeichnungen, Verkäufe, Quellen) | Silber     | Gold     | Platin       | Verkäufe  | Quellen                 |
| -------------------------------------------------------------------------------------------- | ---------- | -------- | ------------ | --------- | ----------------------- |
| Australien (ARIA)                                                                            | —          | —        | 7× Platin7   | 490.000   | aria.com.au             |
| Belgien (BRMA)                                                                               | —          | —        | Platin1      | 30.000    | ultratop.be             |
| Brasilien (PMB)                                                                              | —          | 2× Gold2 | 2× Platin2   | 180.000   | pro-musicabr.org.br BR2 |
| Dänemark (IFPI)                                                                              | —          | —        | 3× Platin3   | 180.000   | ifpi.dk                 |
| Deutschland (BVMI)                                                                           | —          | —        | Platin1      | 400.000   | musikindustrie.de       |
| Italien (FIMI)                                                                               | —          | —        | 5× Platin5   | 270.000   | fimi.it                 |
| Kanada (MC)                                                                                  | —          | —        | 6× Platin6   | 480.000   | musiccanada.com CA2 CA3 |
| Mexiko (AMPROFON)                                                                            | —          | Gold1    | 3× Platin3   | 210.000   | amprofon.com.mx         |
| Neuseeland (RMNZ)                                                                            | —          | Gold1    | 6× Platin6   | 157.500   | radioscope.co.nz        |
| Niederlande (NVPI)                                                                           | —          | Gold1    | —            | 40.000    | nvpi.nl                 |
| Norwegen (IFPI)                                                                              | —          | —        | Platin1      | 40.000    | ifpi.no                 |
| Österreich (IFPI)                                                                            | —          | Gold1    | —            | 15.000    | ifpi.at                 |
| Polen (ZPAV)                                                                                 | —          | —        | 4× Platin4   | 80.000    | olis.pl                 |
| Schweden (IFPI)                                                                              | —          | —        | 5× Platin5   | 200.000   | sverigetopplistan.se    |
| Südafrika (RISA)                                                                             | —          | Gold1    | —            | 10.000    | Einzelnachweise         |
| Spanien (Promusicae)                                                                         | —          | —        | Platin1      | 40.000    | elportaldemusica.es     |
| Vereinigte Staaten (RIAA)                                                                    | —          | Gold1    | 8× Platin8   | 8.500.000 | riaa.com                |
| Vereinigtes Königreich (BPI)                                                                 | 2× Silber2 | —        | 3× Platin3   | 2.200.000 | bpi.co.uk               |
| Insgesamt                                                                                    | 2× Silber2 | 8× Gold8 | 56× Platin56 |           |                         |